# Halitiara formosa
Halitiara formosa är en nässeldjursart som beskrevs av Fewkes 1882. Halitiara formosa ingår i släktet Halitiara och familjen Protiaridae. Inga underarter finns listade i Catalogue of Life.